# Перес Эрнандес, Хуан Хосе
Хуан Хосе Перес Эрнандес (исп. Juan José Pérez Hernández, ок.1725 — 3 ноября 1775) — испанский мореплаватель.
Родился в Пальма-де-Мальорка, плавал шкипером на манильских галеонах. В 1768 году был приписан к порту Сан-Блас в вице-королевстве Новая Испания.
В начале 1774 года получил приказ вице-короля Антонио Марии де Букарели-и-Урсуа исследовать северо-западное побережье Америки вплоть до 60° северной широты в поисках возможных русских и британских поселений, и подтвердить испанские притязания на эти территории. По отношению к аборигенам Хуану Пересу было приказано вести себя уважительно и стараться устанавливать дружеские отношения. Вместе с ним в экспедицию отправился миссионер Хуан Креспи.
В июле 1774 года Хуан Перес достиг широты 54°40' — северо-западной оконечности острова Лангара (самый северный из островов Хайда-Гуаи). Там он вступил в контакт с группой представителей народа Хайда, однако на берег не сходил. Нехватка провизии и плохое здоровье команды вынудили Хуана Переса повернуть на юг, не выполнив приказа вице-короля о достижении 60-й параллели. 7 августа он прибыл в залив Нутка на острове Ванкувер, где провёл ряд встреч с аборигенами, в том числе устроив товарообмен; опять же при этом он не сходил на берег из-за плохой погоды, грозившей разбить корабль о камни. Затем он вновь отправился на юг, дал встреченной высокой горе название Серро Невадо де Санта Росалиа, и 28 августа прибыл в Монтерей в Калифорниях. После краткой остановки он продолжил путь на юг, и 5 ноября вернулся в Сан-Блас.
В 1775 году была организована вторая экспедиция на север — под командованием Бруно де Эсеты и Хуана Франсиско де ла Бодега-и-Куадра. Хуан Перес стал штурманом на корабле Эсеты «Santiago». 29 июля экспедиция достигла Пунта-де-лос-Мартирес, где 29 июля Эсета решил вернуться в Сан-Блас; по пути им было открыто устье реки Колумбия. Во время возвращения Хуан Перес скончался, когда «Santiago» плыл из Монтерея в Сан-Блас.